# Norman Thomas Gilroy
Sir Norman Thomas Gilroy KBE (nascido em 22 de janeiro de 1896 em Sydney, Austrália; 21 de outubro de 1977) foi um cardeal australiano e arcebispo de Sydney.

## Vida
Norman Thomas Gilroy nasceu como o segundo dos seis filhos de William James Gilroy e sua esposa Catherine (nascida Slattery), ambos de ascendência irlandesa. Na idade de 13 anos, ele deixou a escola para trabalhar como um mensageiro no Departamento do Correio Geral.
No ano seguinte, ele passou no exame para telegrafistas e foi finalmente transferido para Bourke em 1912. Quando a Primeira Guerra Mundial estourou, Gilroy queria se juntar à Força Imperial Australiana, mas seus pais o baniram. Em vez disso, ele foi telegrafista no serviço de transporte e participou como tal na Batalha de Gallipoli. Durante uma estada de seis semanas na Inglaterra, ele conheceu o padre Davidson, com quem logo teve uma amizade próxima que teve uma influência duradoura em Gilroy.
Após voltar para a Austrália, ele retornou ao Telegraph em Lismore, Nova Gales do Sul. Lá ele entrou em contato com Terence Bernard McGuire, o administrador da catedral. McGuire procurou promover o clero nascido na Austrália. Sob sua influência, Gilroy decidiu se tornar padre. A partir de 1917, frequentou o Seminário de St Columba e o Foreign Missionary College, em Springwood, para se preparar para o estudo. De 1919 a 1924 Gilroy estudou no Pontificio Collegio Urbano de Propaganda Fide em Roma, onde recebeu seu doutorado em teologia em 1924.
Em 24 de dezembro de 1923, ele recebeu o sacramento de Ordens Sagradas pelo Cardeal Prefeito da Congregação de Propaganda Fide, Willem Marinus van Rossum, CSsR, em Roma. De 1924 a 1931 ele foi membro da Delegação Apostólica na Austrália. De 1931 a 1935, foi secretário pessoal do Bispo de Lismore, John Carroll, além de chanceler diocesano.
O Papa Pio XI nomeou-o Bispo de Port Augusta em 10 de dezembro de 1934. Recebeu a ordenação episcopal pelo Delegado Apostólico na Austrália, o arcebispo Filippo Bernardini, em 17 de março de 1935, na Catedral de St. Mary em Sydney. Os co-consagradores foram o Bispo de Lismore, John Joseph Carroll, e o Bispo de Townsville, Terence Bernard McGuire. Seu lema episcopal era Christus lux mea.
Em 1º de julho de 1937 foi nomeado Arcebispo Titular de Cypsela e Arcebispo Coadjutor de Sydney. Com a morte de Michael Kelly em 8 de março de 1940, Norman Thomas Gilroy foi seu sucessor como arcebispo de Sydney.
Em 18 de fevereiro de 1946, o Papa Pio XII o elevou como cardeal-presbítero da igreja titular de Santi Quattro Coronati no Colégio de Cardeais. Gilroy foi, portanto, o primeiro cardeal nascido na Austrália.
Em 1949, Cardeal Gilroy foi legado papal para as celebrações do 4º centenário da chegada de São Francisco Xavier em Nagasaki, Japão, e para o Conselho Plenário das Índias Orientais, Bangalore, Índia. Participou do Conclave de 1958 e do Conclave de 1963. Nos anos 1962 a 1965, ele participou do Concílio Vaticano II, membro do conselho de presidência, no curso do qual ele também desempenhou tarefas administrativas no Präsidium. Participou da Primeira Assembleia Ordinária do Sínodo dos Bispos, Cidade do Vaticano (1967) e da Primeira Assembleia Extraordinária do Sínodo dos Bispos, Cidade do Vaticano (1969).
Ele renunciou a liderança da Arquidiocese de Sydney em 9 de julho de 1971. Foi morar na Vila São João Vianney para Padres Aposentados, Randwick, administrada pelas Irmãzinhas dos Pobres. Perdeu o direito de participar do conclave quando completou oitenta anos, 1976. Cardeal protopresbítero, 2 de agosto de 1977.
Gilroy foi nomeado cavaleiro em 1969. Ele foi o primeiro cardeal católico romano a receber o título de cavaleiro desde a Reforma Inglesa. Foi nomeado Australiano do Ano em 1970.
Com a saúde precária, Norman Thomas Cardeal Gilroy morreu em 21 de outubro de 1977, no Hospital Lewisham, Sydney, e foi enterrado na catedral.